# Jacobaea aquatica
Jacobaea aquatica es una planta de la familia de las asteráceas, originaria de España.

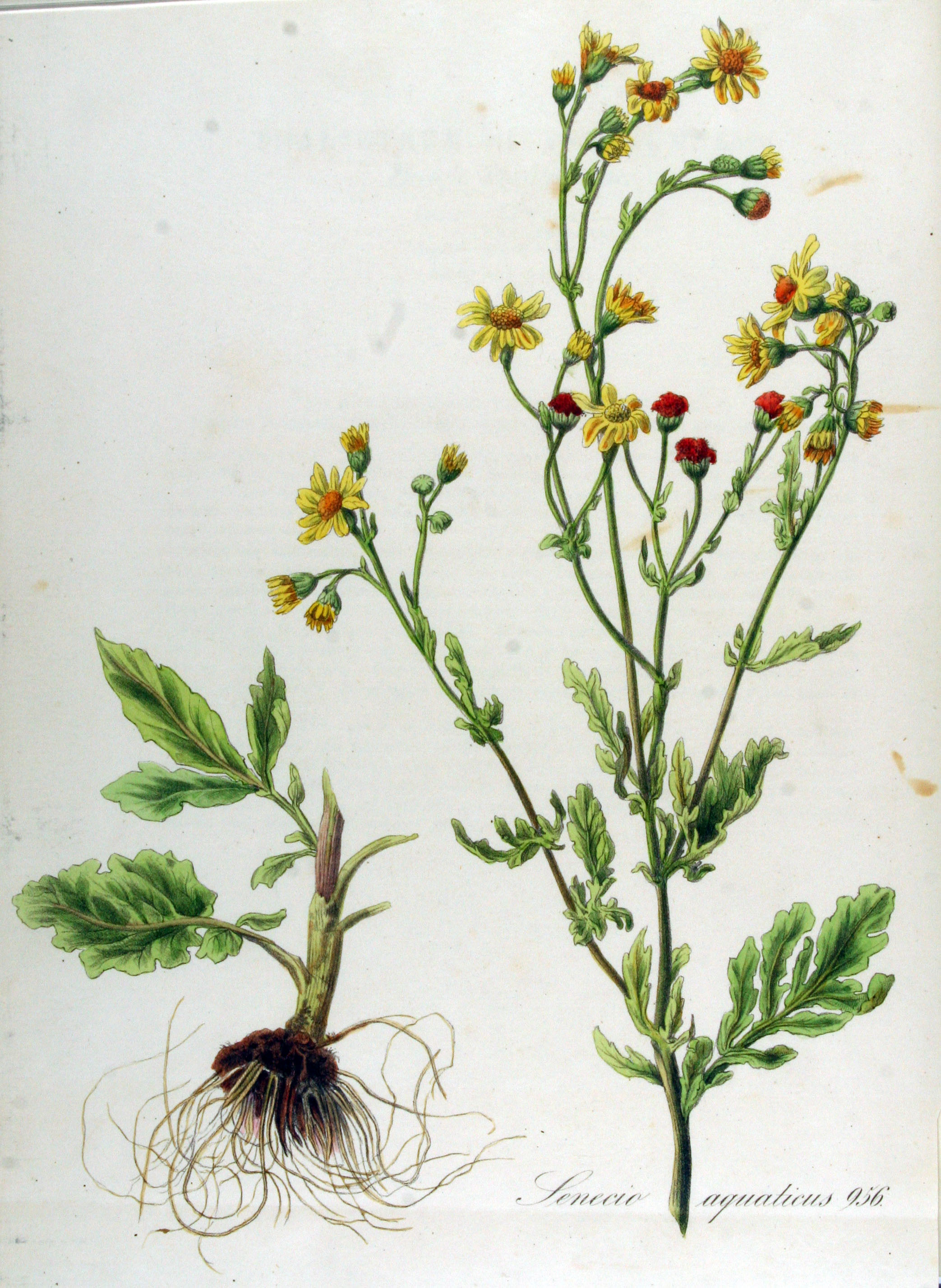
Ilustración de Flora Batava

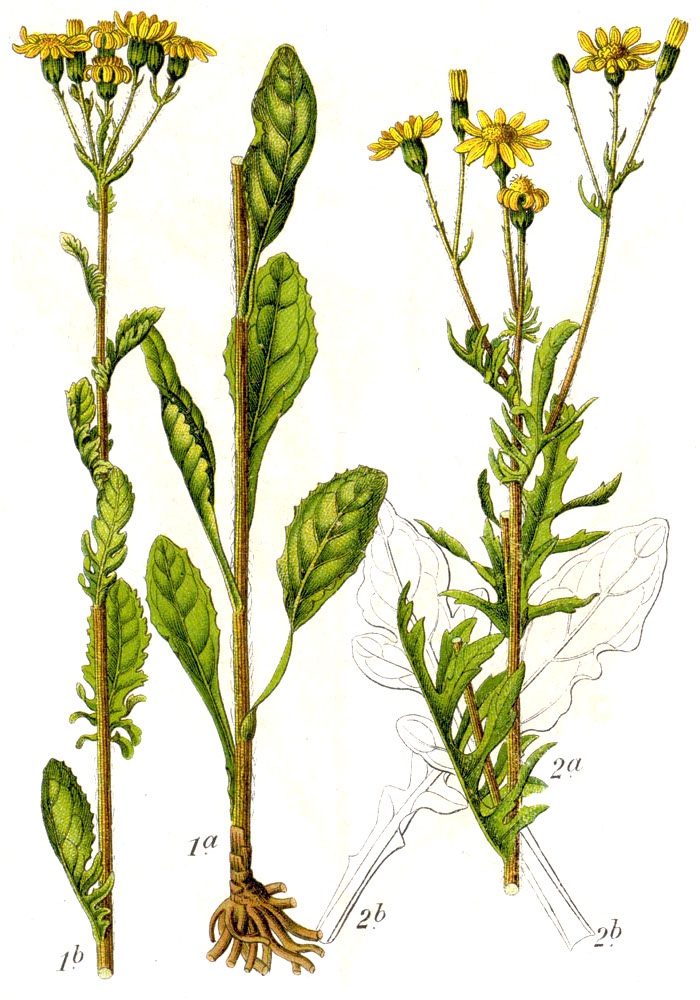
Ilustración

## Descripción
Es una planta anual, frecuentemente bianual que alcanza un tamaño de 120 cm de altura. Las hojas basales y las caulinares interiores no están divididas, las superiores on bipinnadas. Las flores de color amarillo en capítulos que forman corimbos. El fruto es un aquenio.

## Taxonomía
Jacobaea aquatica fue descrita por  G.Gaertn., B.Mey. y Scherb. y publicado en Oekonomisch-Technische Flora der Wetterau 3(1): 210. 1801.
Citología
Número de cromosomas de Senecio aquaticus (Fam. Compositae) y táxones infraespecíficos: n=20
Etimología
Jacobaea: nombre genérico que podría provenir de dos fuentes posibles: (1) de  St. James (Jacob o Jacobo), uno de los 12 apóstoles; o (2) en referencia a la isla de Santiago (Cabo Verde).  El nombre científico aceptado actualmente ( Jacobaea ) fue propuesta por el botánico escocés Philip Miller (1691-1771) en la publicación ”The Gardeners dictionary, containing the methods of cultivating and improving the kitchen, fruit and flower garden, as also the physick garden, wilderness, conservatory and vineyard” (Cuarta edición, Londres) nel 1754.
aquatica: epíteto latíno que significa "acuático".
Variedad aceptada
- Jacobaea aquatica var. erratica (Bertol.) Pelser & Meijden

Sinonimia
- Jacobaea aquatica var. aquatica
- Senecio aquaticus Hill
- Senecio jacobaea subsp. barbareifolius Krock.
- Senecio pratensis Richt.[8]

## Nombres comunes
- Castellano: azuzón (2), casanios, pericón, zacapeos, zuazón real.(el número entre paréntesis indica las especies que tienen el mismo nombre en España)[9]